# Amerikaanse waterspaniël
De Amerikaanse waterspaniël is een spaniël die afstamt van de verschillende waak- en waterspaniëlrassen die met de immigranten naar de Verenigde Staten kwamen. Oorspronkelijk werd het ras bruine (water)spaniël genoemd.
De Amerikaanse waterspaniël is ongeveer 38 tot 46 cm hoog.
Het gewicht van reuen is 13 tot 20 kg, dat van teven 11 tot 18 kg.